# Badis (Marokko)
Badis was een stad gelegen in het Rifgebergte, in het noorden van Marokko, 50 km ten westen van de stad Al Hoceima. Het gebied valt onder de Riffijnse stam de Ait Itteft.

## Geschiedenis
Badis maakte deel uit van het koninkrijk Nekor, en viel daarna onder de Idrisiden, Almoraviden, Almohaden en Mariniden. De laatste drie dynastieën gebruikten het als marinebasis. Het had enig belang onder de Mariniden-sultan Abu Said ( regeerde tussen 1310-1331) en betaalde dezelfde belastingen - 1000 dinars - als Melilla en Larache. Badis had een arsenaal en scheepswerven. De bevolking hield zich bezig met visserij en piraterij. De stad was de zetel van de gouverneur van de Rif die de hele kust omvatte en enkele stammen in het binnenland (Bukkuya, Banu Mansur, Banu Khalid, Banu Yadir).
Op 100m van de kust zijn er twee rotsachtige eilandjes. De grootste is Hajar Badis, door de Spanjaarden Peñón de Vélez genoemd.

## Bekende inwoners Badis
- Abd al-Haqq al-Badisi (een Marokkaanse biograaf uit de 13e eeuw).
- Abu Yaqub Yusuf al-Zuhayli al-Badisi (een Marokkaanse geleerde uit de 14e eeuw).
- Ali Abu Hassun (Wattasid-sultan, woonde van 1526 tot 1549 in Badis).